# El aventurero Simplicíssimus
Simplicius Simplicissimus (en alemán, Der abenteuerliche Simplicissimus Teutsch) es una novela picaresca, perteneciente al periodo barroco, escrita en 1668 por Hans Jakob Christoffel von Grimmelshausen y publicada el año siguiente. Inspirada por los acontecimientos y horrores de la Guerra de los Treinta Años que habían devastado Alemania desde 1618 hasta 1648, está considerada como la primera novela de aventuras en el idioma alemán.

## Subtítulo
El subtítulo completo de la novela, que puede leerse en alemán en la imagen, dice así: 
La vida del extraño aventurero llamado Melchior Sternfels von Fuchshaim: principalmente dónde y en qué manera vino a este mundo, lo que vio, aprendió, experimentó y soportó entonces; también por qué lo abandonó después por deseo propio.

## Inspiración
Se considera que la novela contiene elementos autobiográficos, inspirada por las experiencias de Grimmelshausen en la guerra. El historiador Robert Ergang, sin embargo, utiliza la obra Quellen und Forschungen zur Lebensgeschichte Grimmelshausens (Fuentes e investigaciones de la biografía de Grimmelshausen), de Gustav Könnecke (1845 - 1920), para afirmar esto: 

Los acontecimientos relacionados en la novela Simplicissimus difícilmente podrían haber sido autobiográficos, puesto que Grimmelshausen vivió una existencia tranquila en ciudades y pueblos pacíficos en el borde de la Selva Negra y que el material que incorporaba a su obra no estaba tomada de su vida real, sino que era o bien tomado del pasado, recogido de oídas o creado por su vívida imaginación.

## Adaptación operística
Karl Amadeus Hartmann (1905-1963) escribió la ópera antibelicista Simplicius Simplicissimus para orquesta de cámara a mediados de los años treinta, con contribuciones al libreto de su maestro Hermann Scherchen. El comienzo es así: 

En el año 1618, vivían en Alemania doce millones de personas. Entonces vino la gran guerra... En 1648, sólo quedaban en Alemania cuatro millones.

La obra fue interpretada por primera vez en 1948. En 1956, Hartmann hizo la instrumentación para orquesta completa. La versión de cámara (propiamente, Der Simplicius Simplicissimus jugend) fue revivida por la Ópera Estatal de Stuttgart en 2004.

## Adaptación cinematográfica
- Des Christoffel von Grimmelshausen abenteuerlicher Simplicissimus (El aventurero Simplicissimus) (Fritz Umgelter, 1975). Miniserie de televisión en 4 episodios.

## Ediciones en España
- El aventurero Simplicissimus (1978, Caralt Editores, S.A.) ISBN 978-84-217-4248-8
- El aventurero Simplicissimus (1978, Plaza & Janés Editores, S.A.) ISBN 978-84-01-48034-8, ISBN 978-84-01-80579-0
- El aventurero Simplicissimus (1985, Ediciones Orbis, S.A.) ISBN 978-84-7634-154-4
- Simplicius Simplicissimus   (1986, Ediciones Cátedra, S.A.) ISBN 978-84-376-0577-7
- Las aventuras de Simplex Simplicissimus (1991, Euroliber, S.A.) ISBN 978-84-7905-119-8
- El aventurero simplicissimus (2008, Nuevas Ediciones de Bolsillo) ISBN 978-84-8346-602-5